# Sven Verlaan
Sven Verlaan (Leiden, 11 mei 1994) is een Nederlands voetballer die als verdediger speelt.

## Clubcarrière
Verlaan kwam enkele jaren uit voor de jeugdopleiding van ADO Den Haag en speelde vervolgens voor de amateurs van UVS uit Leiden. In 2013 tekende hij op 18-jarige leeftijd een opleidingscontract bij FC Twente, dat een samenwerkingsverband had met UVS. Hij werd toegevoegd aan de selectie van Jong FC Twente dat vanaf seizoen 2013/14 uit ging komen in de Eerste divisie, maar kwam in zijn eerste seizoen niet verder dan de reservebank.
In zijn tweede seizoen kwam hij wel tot spelen. Hij debuteerde op 22 augustus 2014 in een met 1-0 gewonnen wedstrijd tegen Almere City FC, toen hij in de 87e minuut inviel voor mede-debutant Hidde ter Avest. In de tweede helft van het seizoen had Verlaan geregeld een basisplaats als centrale verdediger in het team. Door financiële problemen bij FC Twente en de terugkeer van Jong FC Twente naar de beloftencompetitie werd het aflopende contract van Verlaan aan het eind van seizoen 2014/15 niet verlengd. Hij tekende daarop een eenjarig contract bij FC Den Bosch. Verlaan debuteerde voor zijn nieuwe club op 30 augustus 2015 in een met 5-2 verloren wedstrijd tegen Sparta. In 2016 ging hij naar Rijnsburgse Boys waar hij in januari 2017 vertrok. Medio 2017 ging hij naar VVSB.

## Statistieken
| Seizoen        | Club           | Competitie     | Competitie | Competitie | Beker | Beker | Internationaal | Internationaal | Overig | Overig | Totaal | Totaal |
| Seizoen        | Club           | Competitie     | Wed.       | Dlp.       | Wed.  | Dlp.  | Wed.           | Dlp.           | Wed.   | Dlp.   | Wed.   | Dlp.   |
| -------------- | -------------- | -------------- | ---------- | ---------- | ----- | ----- | -------------- | -------------- | ------ | ------ | ------ | ------ |
| 2013/14        | Jong FC Twente | Eerste divisie | 0          | 0          | –     | –     | –              | –              | –      | –      | 0      | 0      |
| 2014/15        | Jong FC Twente | Eerste divisie | 20         | 0          | –     | –     | –              | –              | –      | –      | 20     | 0      |
| 2015/16        | FC Den Bosch   | Eerste divisie | 4          | 0          | 1     | 0     | –              | –              | –      | –      | 5      | 0      |
| Carrièretotaal | Carrièretotaal | Carrièretotaal | 24         | 0          | 1     | 0     | 0              | 0              | 0      | 0      | 25     | 0      |

Statistieken zijn bijgewerkt tot 7 mei 2016.